# كهريزة علياقا (أختاتشي)
کهریزة علیاقا (بالفارسية: کهریزه علیاقا) هي قرية تقع في إيران في قسم أختاتشي الريفي. يقدر عدد سكانها بـ 218 نسمة .